# دبیرخانه بخش الایدیومبو
دبیرخانه بخش الایدیومبو (به لاتین: Alayadiwembu Divisional Secretariat) یک منطقهٔ مسکونی در سری‌لانکا است که در استان شرقی (سری‌لانکا) واقع شده‌است.